# Bobby Brink
Pour les articles homonymes, voir Brink (homonymie).
Bobby Orr Brink (né le 8 juillet 2001 à Minnetonka, État du Minnesota) est un joueur professionnel américain de hockey sur glace. Il évolue au poste d'attaquant.

## Biographie

### Carrière en club
Né d'un père passionné par le hockey sur glace, Bobby Brink doit son nom à Bobby Orr alors que ses frères sont nommés d'après Maurice et Henri Richard.
Bobby Brink commence sa carrière junior avec les Musketeers de Sioux City dans l'USHL en 2017-2018. Il est choisi au 2e tour, en 34e position par les Flyers de Philadelphie lors du repêchage d'entrée dans la LNH 2019. De 2019 à 2022, il poursuit un cursus universitaire à l'Université de Denver. Il évolue trois saisons avec les Pioneers dans le championnat NCAA. Le 12 avril 2022, il joue son premier match dans la Ligue nationale de hockey avec les Flyers de Philadelphie face aux Capitals de Washingtonet enregistre son premier point, une assistance. Le 26 octobre 2023, il marque ses deux premiers buts face au Wild du Minnesota.

### Carrière internationale
Il représente les États-Unis en sélections jeunes.

## Trophées et honneurs personnels

### USHL
- 2018-2019 : nommé meilleur attaquant.
- 2018-2019 : nommé dans la première équipe des étoiles.

### NCHC
- 2019-2020 : nommé dans l'équipe des recrues.
- 2021-2022 : nommé dans la première équipe des étoiles.
- 2021-2022 : nommé meilleur attaquant.
- 2021-2022 : nommé meilleur joueur.

## Statistiques

### En club
| Saison     | Équipe                    | Ligue      |    | Saison régulière | Saison régulière | Saison régulière | Saison régulière | Saison régulière |   | Séries éliminatoires | Séries éliminatoires | Séries éliminatoires | Séries éliminatoires | Séries éliminatoires |
| Saison     | Équipe                    | Ligue      | PJ | B                | A                | Pts              | Pun              | PJ               | B | A                    | Pts                  | Pun                  |                      |                      |
| 2017-2018  | Musketeers de Sioux City  | USHL       | 13 | 2                | 2                | 4                | 4                | -                | - | -                    | -                    | -                    |                      |                      |
| 2018-2019  | Musketeers de Sioux City  | USHL       | 43 | 35               | 33               | 68               | 22               | 2                | 0 | 2                    | 2                    | 4                    |                      |                      |
| 2019-2020  | Pioneers de Denver        | NCHC       | 28 | 11               | 13               | 24               | 12               | -                | - | -                    | -                    | -                    |                      |                      |
| 2020-2021  | Pioneers de Denver        | NCHC       | 15 | 2                | 9                | 11               | 4                | -                | - | -                    | -                    | -                    |                      |                      |
| 2021-2022  | Pioneers de Denver        | NCHC       | 41 | 14               | 43               | 57               | 44               | -                | - | -                    | -                    | -                    |                      |                      |
| 2021-2022  | Flyers de Philadelphie    | LNH        | 10 | 0                | 0                | 4                | 0                | -                | - | -                    | -                    | -                    |                      |                      |
| 2022-2023  | Phantoms de Lehigh Valley | LAH        | 41 | 12               | 16               | 28               | 15               | 3                | 0 | 1                    | 1                    | 2                    |                      |                      |
| 2023-2024  | Flyers de Philadelphie    | LNH        | 57 | 11               | 12               | 23               | 10               | -                | - | -                    | -                    | -                    |                      |                      |
| 2023-2024  | Phantoms de Lehigh Valley | LAH        | 13 | 7                | 6                | 13               | 2                | -                | - | -                    | -                    | -                    |                      |                      |
| Totaux LNH | Totaux LNH                | Totaux LNH | 67 | 11               | 16               | 27               | 10               | -                | - | -                    | -                    | -                    |                      |                      |

### En équipe nationale
| Année | Compétition                          |   | PJ | B | A | Pts | Pun | +/-                |  | Résultat |
| 2019  | Championnat du monde moins de 18 ans | 5 | 3  | 3 | 6 | 6   | +3  | Médaille de bronze |  |          |
| 2020  | Championnat du monde junior          | 5 | 1  | 1 | 2 | 0   | -1  | Sixième place      |  |          |
| 2021  | Championnat du monde junior          | 7 | 2  | 4 | 6 | 2   | +8  | Médaille d'or      |  |          |